# Brzozowo (gmina Przybiernów)
Brzozowo (niem. Bresow) – wieś w Polsce położona w województwie zachodniopomorskim, w powiecie goleniowskim, w gminie Przybiernów.
W latach 1975–1998 miejscowość należała administracyjnie do województwa szczecińskiego.